# Josep Pujolar
Josep Pujolar (s. XVII). Músic i prevere català. Va ser nomenat, pel rector de Santa Maria de Mataró, mestre de cant de l'església parroquial, l'any 1672. Pujolar degué romandre al capdavant del magisteri fins a finals de l'estiu del 1675, ja que el 29 de setembre fou admès com a entonador a la catedral de Barcelona “Pujolar, mestre que era de Mataró”. El 1677 succeí Pau Marquès en el magisteri de la capella de La Seu d'Urgell. El 1682 oposità al magisteri de Barcelona, però no obtingué èxit i romangué a La Seu fins al 1691.